# Urbisaglia
Urbisaglia település Olaszországban, Marche régióban, Macerata megyében. Lakosainak száma 2405 fő (2023. január 1.). Urbisaglia Corridonia, Petriolo, Tolentino, Loro Piceno és Colmurano községekkel határos.

## Népesség
A település lakossága az elmúlt években az alábbi módon változott:
| Lakosok száma | 2594 | 2577 | 2405 |
|               | 2017 | 2018 | 2023 |